# Le terre dello sciacallo
Le terre dello sciacallo è una raccolta di racconti dello scrittore israeliano Amos Oz, pubblicata a Tel Aviv nel 1965. Il libro, opera prima di Amos Oz, è stato tradotto in francese, cinese, inglese, tedesco. La traduzione in italiano, di Elena Loewenthal, è uscita postuma nel 2021.

## Trama

### Le terre dello sciacallo
Sul kibbutz scende la sera e tutti, giovani e vecchi, si apprestano a chiudere la giornata con la cena e un po' di svago. Un cucciolo di sciacallo è finito in una trappola e grida nell'oscurità, finché molti altri sciacalli, sopraggiunti, fanno cerchio intorno a lui; quando il piccolo si calma e raggiunge la carne messa nella tagliola, loro riempiono la notte con alte grida, prolungando il loro lamento fino all'esaurirsi. Intanto Sashka si ritira a scrivere un altro capitolo della storia del kibbutz: lui e la moglie Tanya sono lì da tanto tempo, lì è nata la loro figlia Galila. Ma vari altri sono arrivati in seguito, come Matityahu Damkov, un ometto fuggito dalla Bulgaria. Diversi i sentimenti e i livelli di rabbia di questa gente per ciò che hanno lasciato. Matityahu Damkov ha convinto Galila a raggiungerlo nella sua stanza: vuole mostrarle colori e tele che intende regalarle. La fanciulla capisce che il dono (bellissimo) nasconde uno scopo diverso: Damkov le dice in un orecchio un segreto assai improbabile. Galila risponde che è assurdo, ma prima di dileguarsi, lo chiama "papà". (1963)

### Nomadi e vipera
Vicino al kibbutz è giunta una tribù di pastori nomadi, spinta dalla sete. I rapporti tra le due comunità diventano tesi, a causa di qualche furto da parte dei nomadi, ingigantito dai giovani coloni, che vorrebbero compiere una spedizione punitiva. I responsabili del kibbutz hanno indetto una riunione per scongiurare possibili (e inutili) violenze: dopotutto i vicini hanno riportato vari oggetti "sottratti" e hanno dato altre prove di desiderare una tranquilla convivenza. Gheula (29 anni), si occupa di portare il caffè alle riunioni, alle quali ha sempre partecipato. Ma questa volta la donna ha incontrato un nomade, mentre attraversava il frutteto. Lui le ha offerto e acceso una sigaretta; lei si sente desiderata come donna, ma combatte dentro di sé il tutto proclamando che il tipo è troppo "piccolo" per avere una ragazza. Intanto una capra dell'uomo si arrampica su una pianta, ben presto seguita da tutto il gregge: egli comprende che è meglio andarsene e si dilegua nella notte, mentre uno sciacallo fa sentire il suo grido. Dell'incontro resta solo un serpentello (forse una vipera) e il profondo turbamento di Gheula, lacerata dall'odio misto al rimpianto verso l'unico uomo che l'abbia desiderata. (1963)

### La via del vento
È il giorno della festa dell'indipendenza nazionale. Ci sarà uno spettacolo di paracadutisti e Ghideon Shenhav ha aspettato questo giorno per mostrare la sua bravura alla gente del kibbutz. Ghideon è figlio di Shimshon Sheinbaum (l'anziano storico della comunità) e non è mai stato brillante nelle varie attività: quindi assapora in anticipo la soddisfazione che trarranno dall'evento i suoi e lui stesso. Arriva il momento di sganciarsi con il paracadute nel vuoto, va tutto a meraviglia, ma Ghideon vuole fare di più e decide di aprire anche il paracadute di riserva. Così la discesa rallenta e, quando i compagni sono ormai a terra, Ghidi fluttua dolcemente sopra la folla. Ma i paracaduti si impigliano nei fili della corrente elettrica e il ragazzo rimane impigliato, con le scarpe che hanno toccato un cavo. Tutti i soccorsi e i consigli sono inutili: Ghideon non ha il coraggio di recidere le cinghie e rimane sospeso a testa in giù. Arriva il furgoncino del kibbutz con due lunghe scale: queste sono troppo instabili e solo un ragazzino, Zaki, raggiunge Ghidi e gli passa un coltello per liberarsi; invece il giovane, con uno scatto, si rimette in posizione eretta e tocca il cavo elettrico, dal quale sarà folgorato. (1962)

### Prima del tempo
Sansone, il toro del kibbutz, morso da uno sciacallo, è stato avvelenato e viene abbattuto. L'animale offre tranquillamente la gola al macellatore e accetta la morte senza un grido. Similmente, anche un giovane ufficiale, Ehud, è morto in una missione e per tre giorni è rimasto sulla linea del fuoco. Quando i commilitoni ne recuperano il cadavere, la sua faccia è stata violata e deturpata dagli sciacalli notturni. Si ripercorre all'indietro la vicenda di Ehud, lasciato dal padre Dov Sirkin e vissuto con madre e sorella nel kibbutz, fino al momento di diventare soldato. Anch'egli, come il padre, non è tornato, percorrendo tutti i gradi militari, ma gli abitanti della comunità hanno un diverso modo di pensare sui due: Dov Sirkin è considerato un traditore,  nonostante i grandissimi meriti nella lotta di resistenza per la conquista del Paese, mentre Ehud è un giovane infelice, privato del padre, che non torna, se non morto. (1962)

### Il monastero trappista
Itcheh, Nahum Hirsch, Yonich, Rosental partecipano a vario titolo a un assalto notturno contro i nemici arabi. Il primo è un combattente fanatico e su di lui Nahum Hirsch (un infermiere) fa molti pensieri che comunica alla ragazza Beruriah, ufficiale. Naum immagina che salverà la vita al loro asso (Itcheh), arrivando a succhiargli il sangue affluito nei polmoni da una grave ferita. Poi avviene l'azione militare con scoppi, fiammate, eccidio. Quando tutto finisce, Nahum Hirsch vede in una baracca Rosental e Beruriah; Yonich invece è morto. Non avrebbe dovuto combattere se Itcheh non glielo avesse promesso: i militari veri considerano se stessi come un'élite e definiscono "miserabili" i combattenti di supporto. A questo punto, Naum convince Itcheh, ebbro di pericolo e morte, che Beruriah e Rosental sono partiti per Gerusalemme su una jeep. Itcheh cade nella trappola e, con Naum alla guida, su un'altra jeep si butta all'inseguimento. Ma Naum lo porta verso il confine e nella folle corsa saltano i fari del veicolo. Rimasti al buio, vedono oltre il confine una grande costruzione: è un vecchio monastero trappista. Qui Naum parla al compagno e gli dice quanto lo consideri privo di umanità e corrotto dall'abitudine a uccidere e distruggere. Itcheh non parla più e, prima dell'alba, gli sciacalli fanno udire le loro grida selvagge. (1962)

### Fuoco straniero
Il figlio di Yosef Yarden, Yair, sta per sposare la figlia di Lili Dannenberg e i rispettivi genitori devono incontrarsi per fissare alcuni accordi riguardo al matrimonio. Yosef è vedovo e Lili divorziata, anche se l'ex marito è morto ormai da tempo. Quando Yosef si avvia alla casa di Lili, lasciando un amico con cui ha giocato a scacchi, lei gli tende deliberatamente un tranello non facendosi trovare. Infatti esce e va a casa di Yosef, dove sono i suoi figli, e convince Yair a uscire con lei per un breve chiarimento. Invece il ragazzo capisce ben presto che la donna lo sta manipolando: dapprima gli dice di essere stata sposata con suo padre per quattro mesi, poi lo trascina per la città (Gerusalemme) e lo porta in un bar. Qui gli avventori lo prendono in giro, dicendogli che è un bambino uscito con la nonna: Yair tenta di reagire, ma Lili gli impedisce di fare sciocchezze, impartendogli una specie di educazione sentimentale, senza la quale il futuro matrimonio dei due giovani, combinato, mancherebbe della minima preparazione. Così, quando Yosef rincasa, non trova il figlio ed è convinto che questi sia andato a prendere la fidanzata alla stazione. Sulla mancanza di Lili all'appuntamento, è convinto che la donna si scuserà e lui farà il prezioso prima di perdonare. (1964)

## Edizioni in italiano
- Amos Oz, Le terre dello sciacallo, traduzione di Elena Loewenthal, Milano: Feltrinelli, 2021